# Момент на сила
Вижте пояснителната страница за други значения на Момент.
Момент на сила, наричан също въртящ момент или само момент, е физична величина, изразяваща въздействието на сила върху въртяща се система, разположена на разстояние от нейната ос на въртене. Моментът е равен на произведението от големината на силата и разстоянието от нейното направление до оста на въртене. Това разстояние се нарича рамо на момента. Тази зависимост може да се представи и като векторно произведение на силата, действаща в дадена точка, и радиус-вектора на точката:
{\displaystyle {\vec {M}}={\vec {r}}\times {\vec {F}}\,}
В Международната система единици SI моментът се измерва в нютон-метри (N·m).
Извършваната от момента на силата работа W (в джаули) се пресмята така:
{\displaystyle W=\left|{\vec {M}}\right|\omega t},
където M е моментът в нютон-метри, ω е ъгловата скорост в радиани за секунди, а t е времето на действие на момента в секунди.
Въртящият момент е важна характеристика на всички видове двигатели.